# Samuele Campo
Samuele Campo, né le 6 juillet 1995 à Bâle (Suisse), est un footballeur italo-suisse, qui évolue au poste de milieu de terrain.

## Biographie

### Carrière en club
Samuele Campo joue son premier match de Super League face au FC Thoune le 31 juillet 2016, en rentrant en jeu à la 70e minute.